# Puebla de Albortón
Puebla de Albortón és un municipi d'Aragó, situat a la província de Saragossa i enquadrat a la comarca del Camp de Belchite.

## Fills i il·lustres
- Miguel de Ambiela, (1665-1733), compositor i mestre de capella.